# Bury (Francia)
Bury è un comune francese di 2 876 abitanti situato nel dipartimento dell'Oise della regione dell'Alta Francia.

## Storia

### Simboli
Si tratta dello stemma del dipartimento dell'Oise a cui è stata aggiunta una filiera.

## Società

### Evoluzione demografica
Abitanti censiti